# Vlasta Jankovská
Vlasta Jankovská (* 11. dubna 1941 Vlkaneč) je česká bioložka se specializací na paleoekologii, palynologii a geobotaniku.

## Život
Narodila se 11. dubna 1941 ve Vlkanči na Kutnohorsku.
V letech 1958–1963 studovala biologii a chemii na Přírodovědecké fakultě Univerzity Karlovy v Praze, kde absolvovala s titulem promované bioložky. Postgraduální studium v Botanickém ústavu Československé akademie věd dokončila v roce 1968 s titulem CSc. Na Univerzitě J. E. Purkyně v Brně (pozdější Masarykově univerzitě) v roce 1976 získala titul RNDr.
Od roku 1963 začala působit v Botanickém ústavu, kde se zabývá vývojem vegetace a rekonstrukcí prostředí od poslední doby ledové. Po roce 1989 vyučovala na řadě přírodovědeckých fakult v České republice.

## Fotogalerie

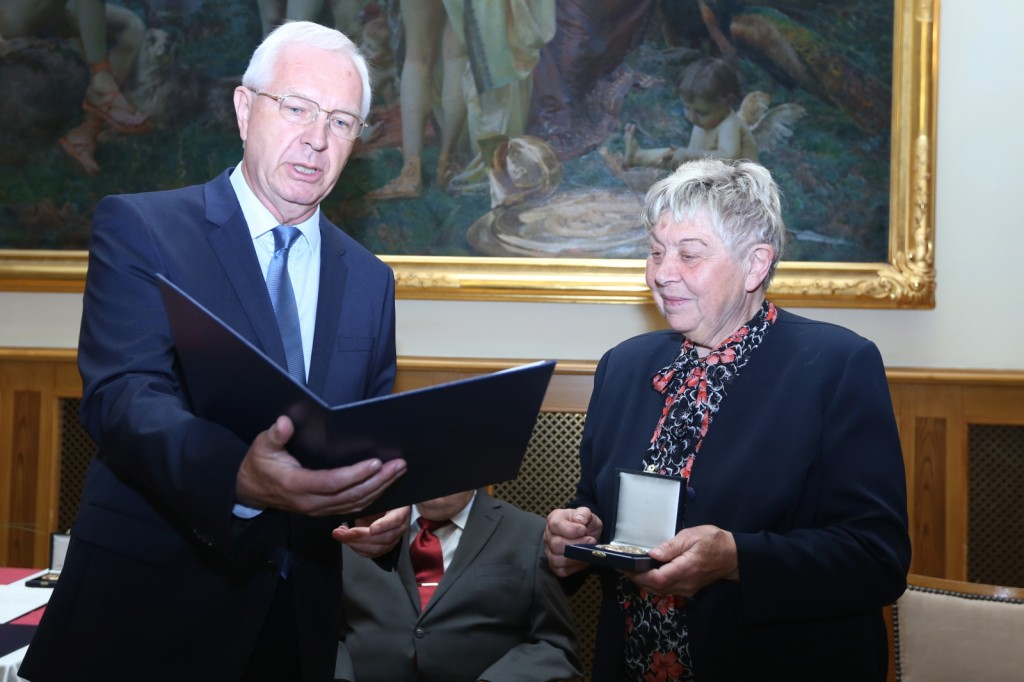
Jiří Drahoš 2. července 2014 předává Vlastě Jankovské medaili G. J. Mendela za zásluhy v biologických vědách.